# إي. أرنوت روبرتسون
إي. أرنوت روبرتسون (بالإنجليزية: E. Arnot Robertson)‏ (20 يناير 1903، سري في المملكة المتحدة - 21 سبتمبر 1961)؛ ناقدة سينمائية وروائية بريطانية.